# Gesetz, betreffend die Invaliditäts- und Altersversicherung
Das Gesetz, betreffend die Invaliditäts- und Altersversicherung, spöttisch Klebegesetz, wurde im Deutschen Reich 1889 unter Otto von Bismarck verabschiedet und war die erste gesetzliche Rentenversicherung weltweit.

## Geschichte
Am 17. November 1881 verlas Otto von Bismarck die auf ihn selbst zurückgehende Kaiserliche Botschaft. Darin trug Bismarck seine eigene als kaiserliche Vorstellung vor der Reichstag solle Gesetze zur sozialen Sicherung der Arbeiter beschließen, u. a. gegen Alter und Invalidität. Dieses entsprechende Gesetz wurde von Erich von Woedtke als zuständigem Referenten im Reichsamt des Innern ausgearbeitet, am 24. Mai 1889 vom Reichstag verabschiedet und trat am 1. Januar 1891 in Kraft. Am 19. Juli 1911 wurde die Rentenversicherung in die Reichsversicherungsordnung (RVO) eingegliedert.

## Inhalt
Die Beiträge wurden zu gleichen Teilen von Arbeitgebern und Arbeitnehmern bezahlt, zudem gab es einen Reichszuschuss. Es wurde eine Beitragsbemessungsgrenze von 2000 Reichsmark Jahreseinkommen festgesetzt. Träger der Arbeiterrentenversicherung, die durch dieses Gesetz begründet worden ist, waren die Landesversicherungsanstalten. Mit dem Gesetz eingeführt wurden Altersrenten mit der Vollendung des 70. Lebensjahres sowie Invaliditätsrenten. Die Finanzierung der Rentenversicherung erfolgte gemäß dem Kapitaldeckungsverfahren.